# Nothing Scary
Nothing Scary è il quarto e ultimo album studio di Wild Man Fischer pubblicato nel 1984 e prodotto dai Barnes & Barnes.

## Tracce

### Lato A
1. Intro
2. Derailroaded
3. Larry and the New Wave
4. Sparkling Diamonds
5. Music Business Shark
6. Don't Ever Get Mad at Me
7. My Friend Robert
8. The Omar Walk
9. I Looked Around You
10. Oh God, Please Send Me a Kid
11. Back In Time
12. Track Star
13. I Got a Camera
14. Scotty's Got a Cake
15. Walking Thru the Underground
16. Merry Go Round
17. You're a Liar and a Thief
18. All I Think About Is You

### Lato B
1. Outside the Hospital
2. Big Boots
3. Ping Pong Ball Head
4. Real Cool Cowboy
5. One of a Kind Mind
6. The Record Player Song
7. When You Record Singers
8. Larry's Record Company
9. Gimme a Ride Down the Hill
10. Bad Leg
11. I Worry About My Friends
12. The Rain Song
13. The Pep
14. Love Love Love In Everything You Do
15. Larry In Las Vegas
16. Outro